# ژان اگوست دومینیک انگر
ژان اگوست دومینیک اَنگْر (به فرانسوی: Jean Auguste Dominique Ingres) (زاده ۲۴ اوت ۱۷۸۰ – درگذشته ۱۴ ژانویه ۱۸۶۷) از نقاشان جنبش نئوکلاسیسیسم فرانسوی بود.

## آثار
برخی از نقاشی‌های مشهور او عبارتند از:
- زن حرمسرای زیبا
- زن حرمسرا و برده
- چشمه
- حمام ترکی
- مادام لبلانک

## نگارخانه

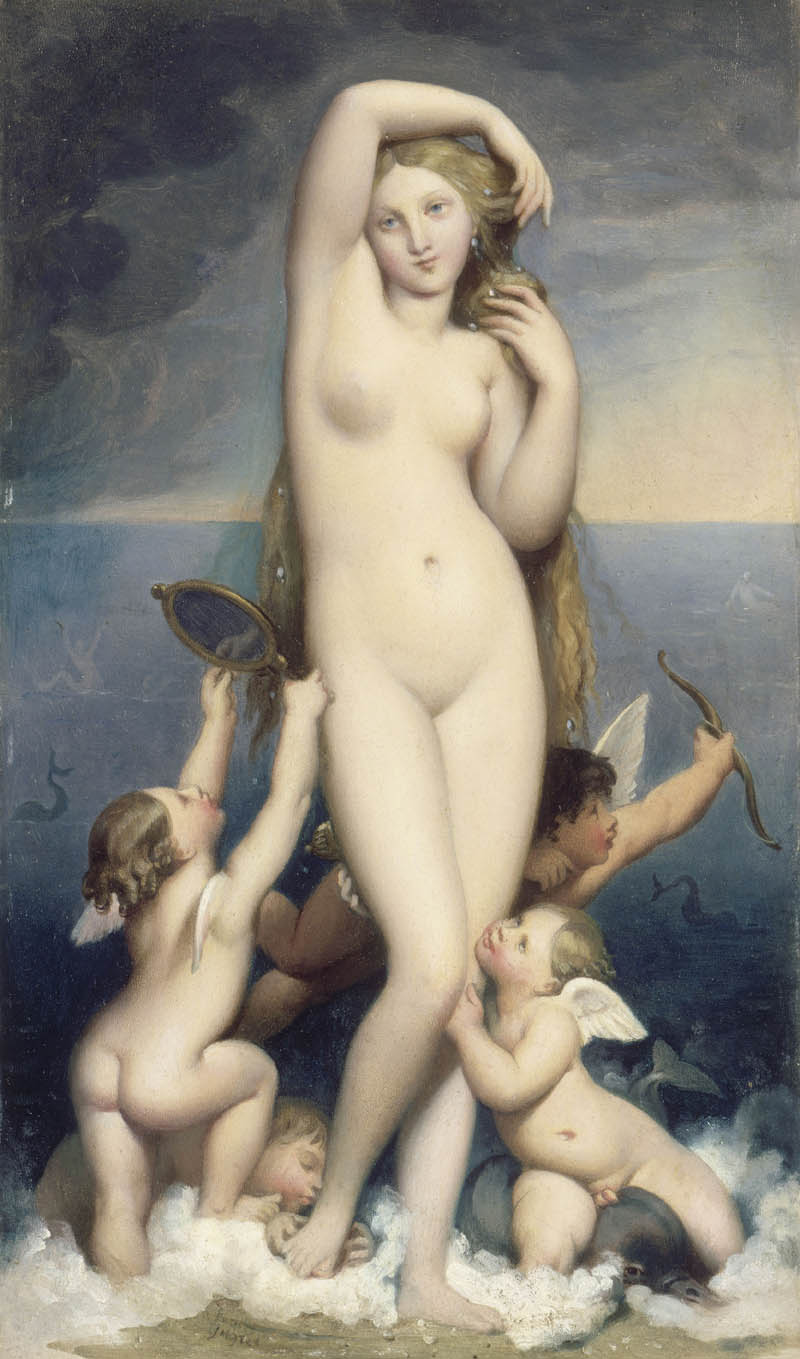
زایش ونوس بین ۱۸۲۵ و ۱۸۵۰ م. موزه لوور
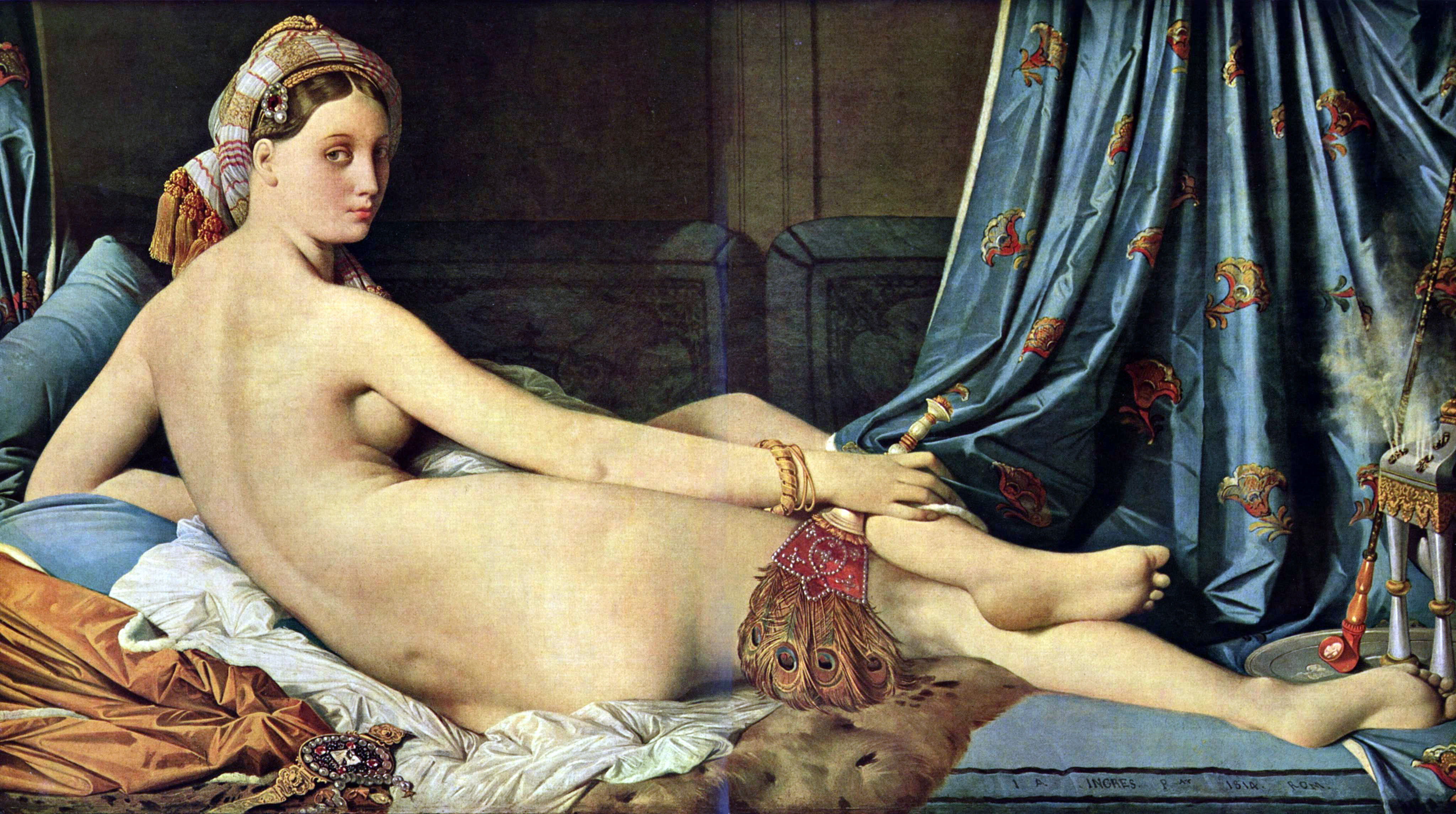
زن حرمسرای زیبا
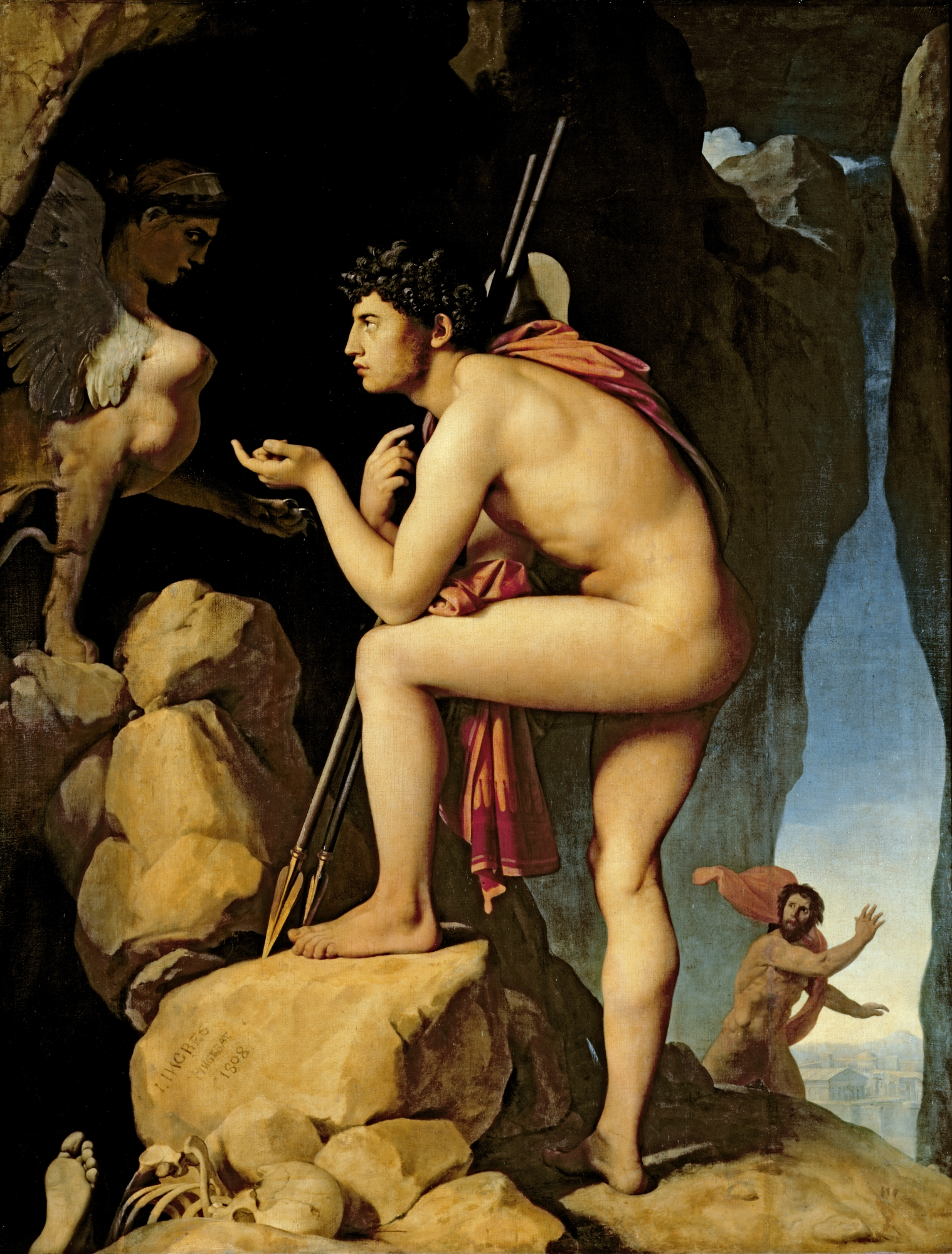
ادیپ و ابوالهول, ۱۸۰۸, موزه لوور
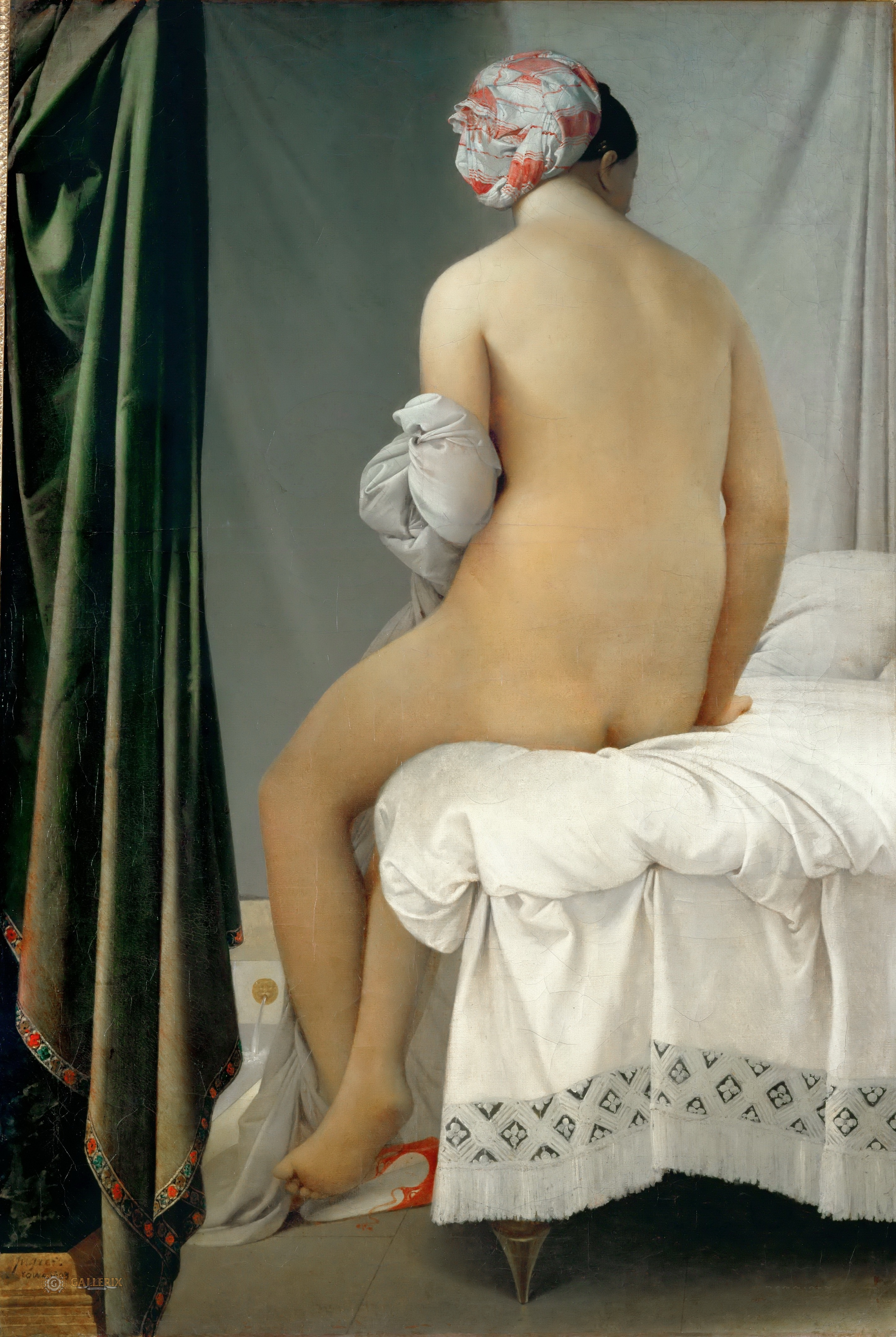
The Valpinçon Bather, ۱۸۰۸, موزه لوور
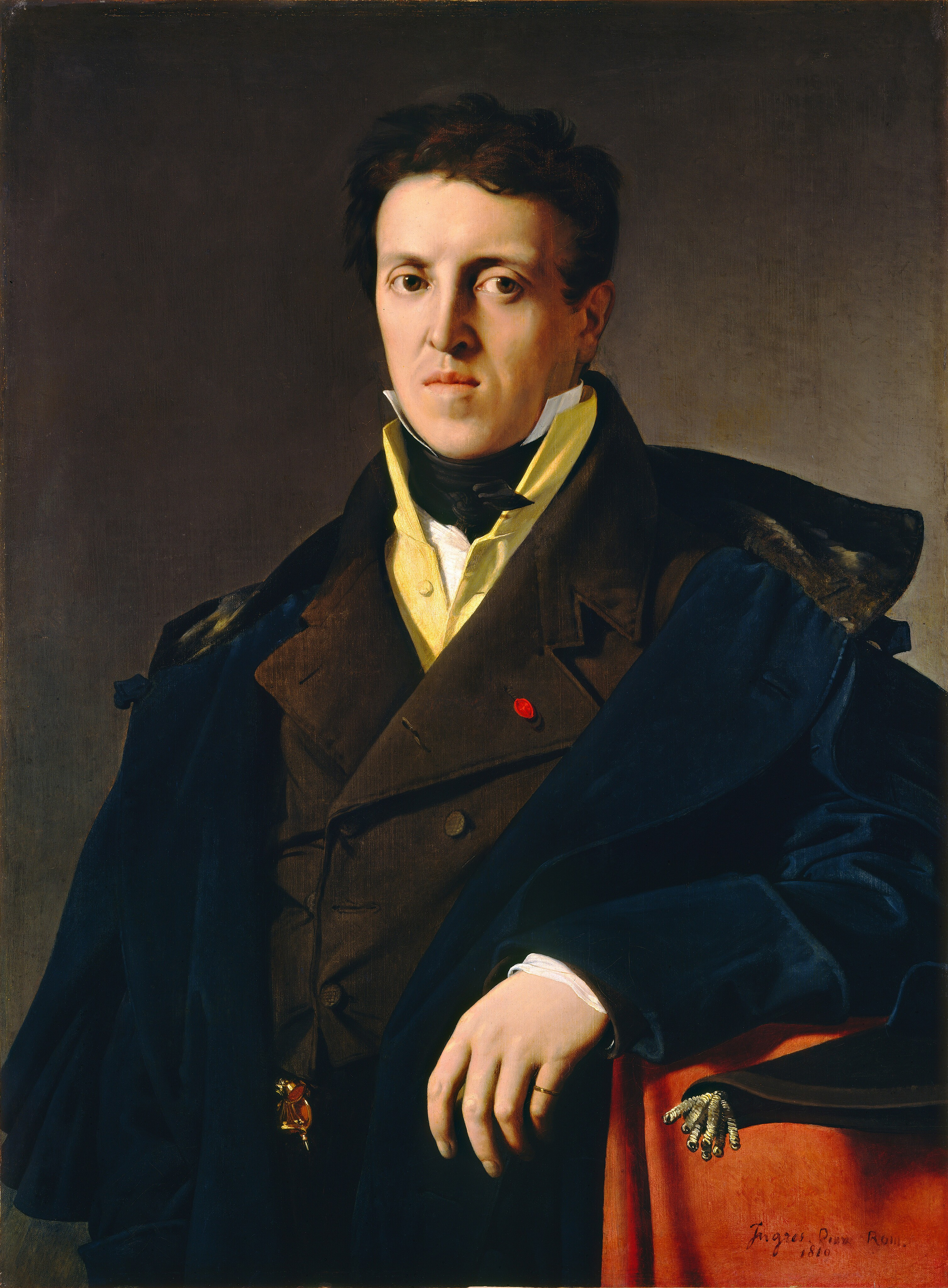
Marcotte d'Argenteuil, ۱۸۱۰, نگارخانه ملی هنر آمریکا
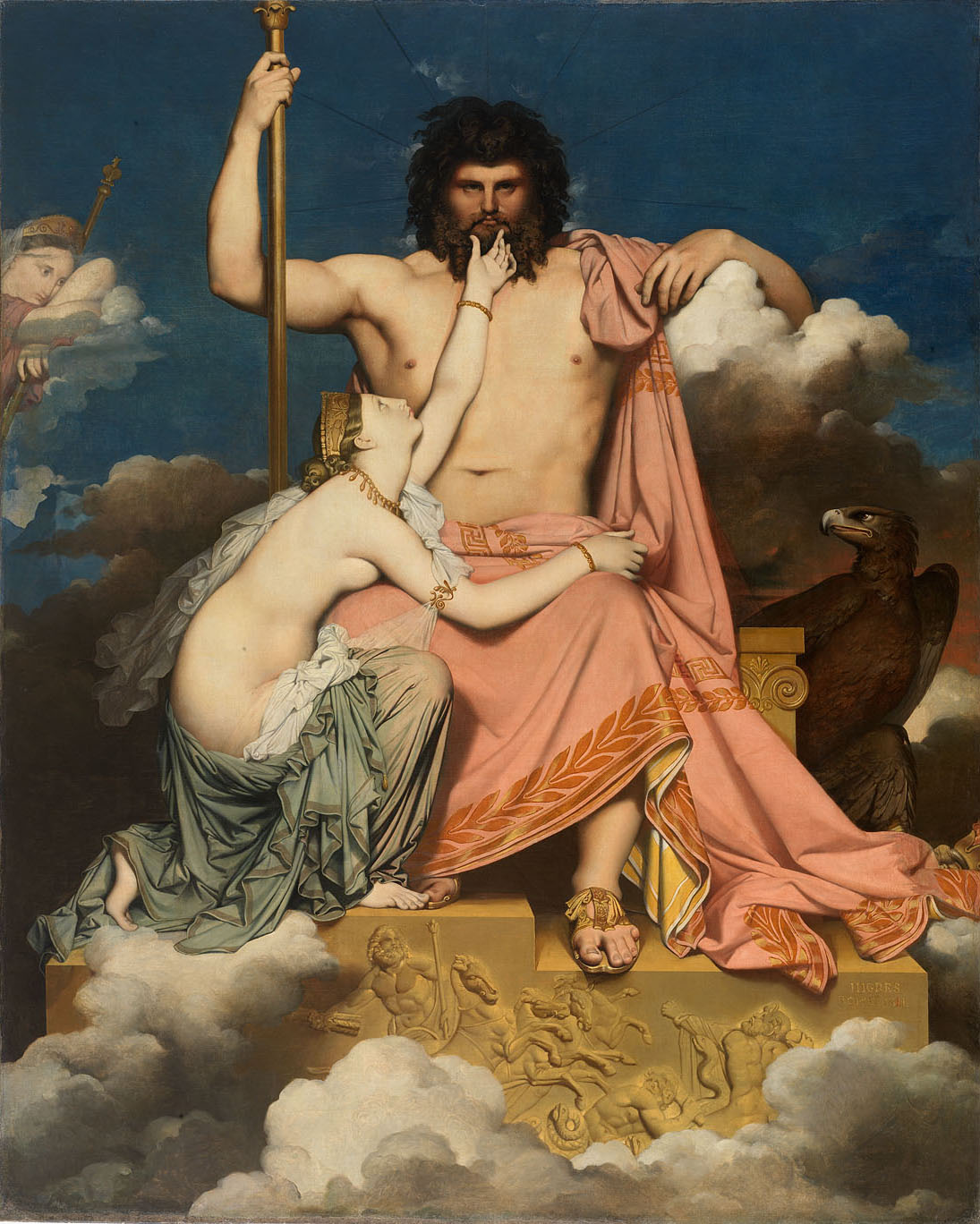
Jupiter and Thetis, 1811, Mueée Granet در اکس‌آن‌پروانس
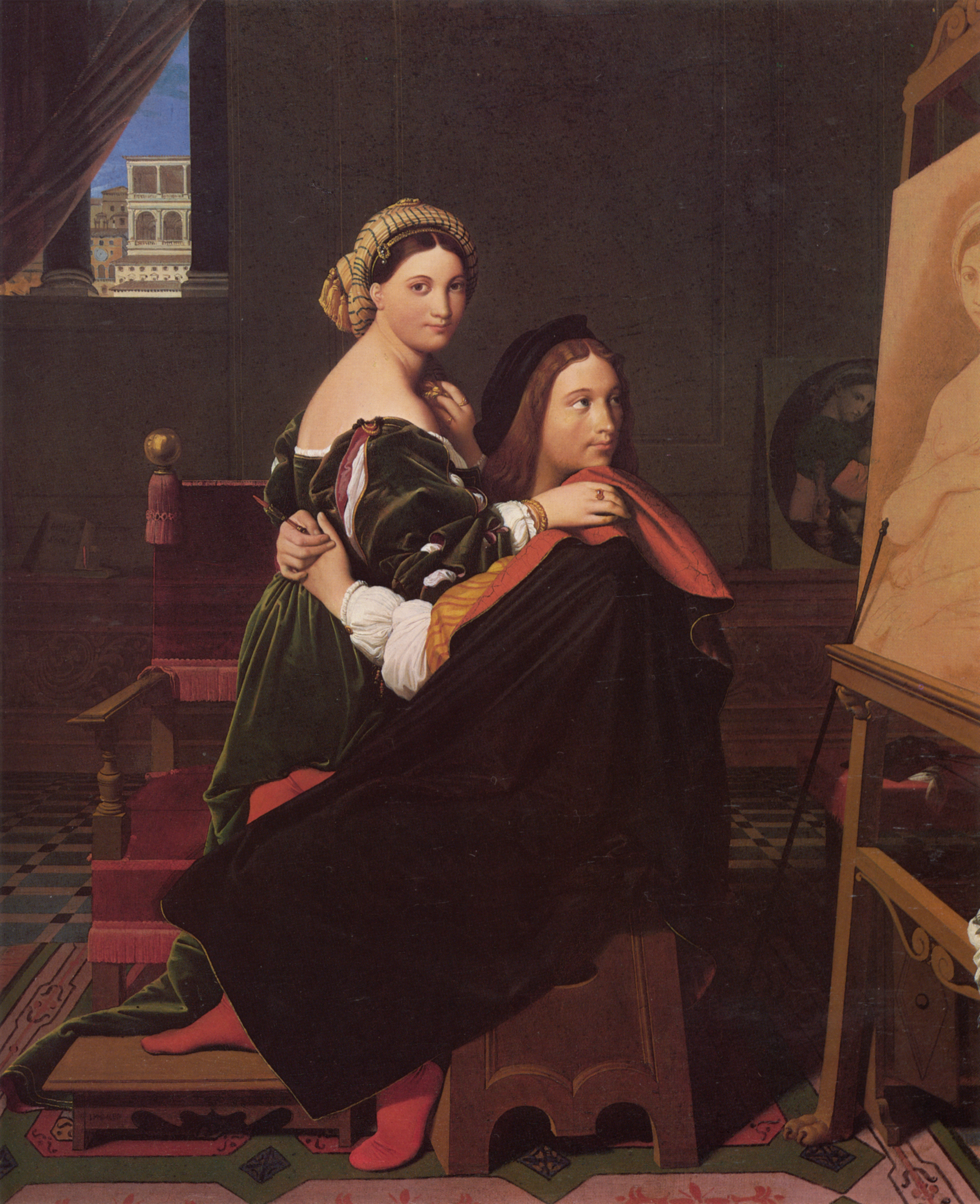
رافائل و Margarita Luti, 1814, Fogg Museum
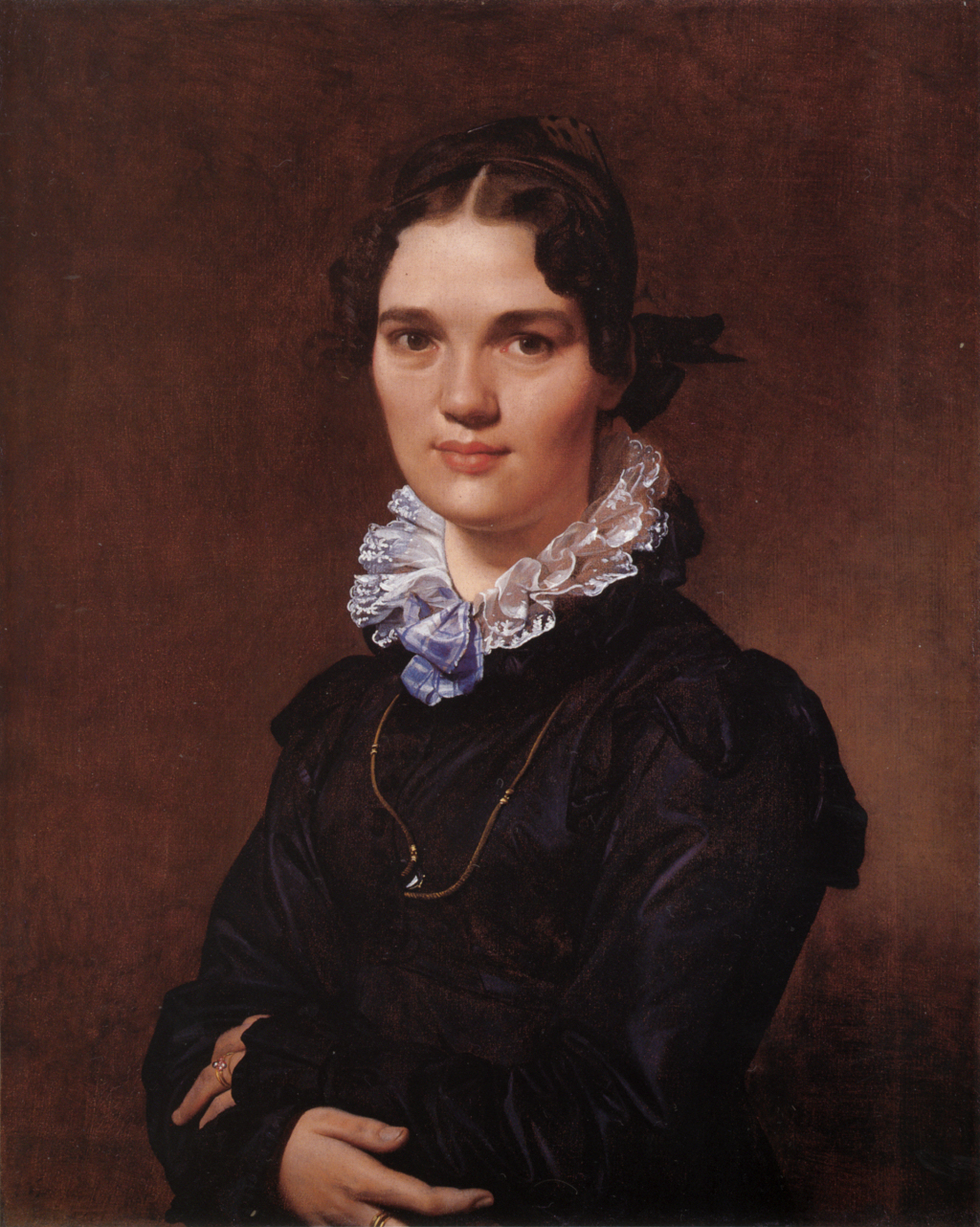
Mademoiselle Jeanne-Suzanne-Catherine Gonin, 1821, Taft Museum of Art
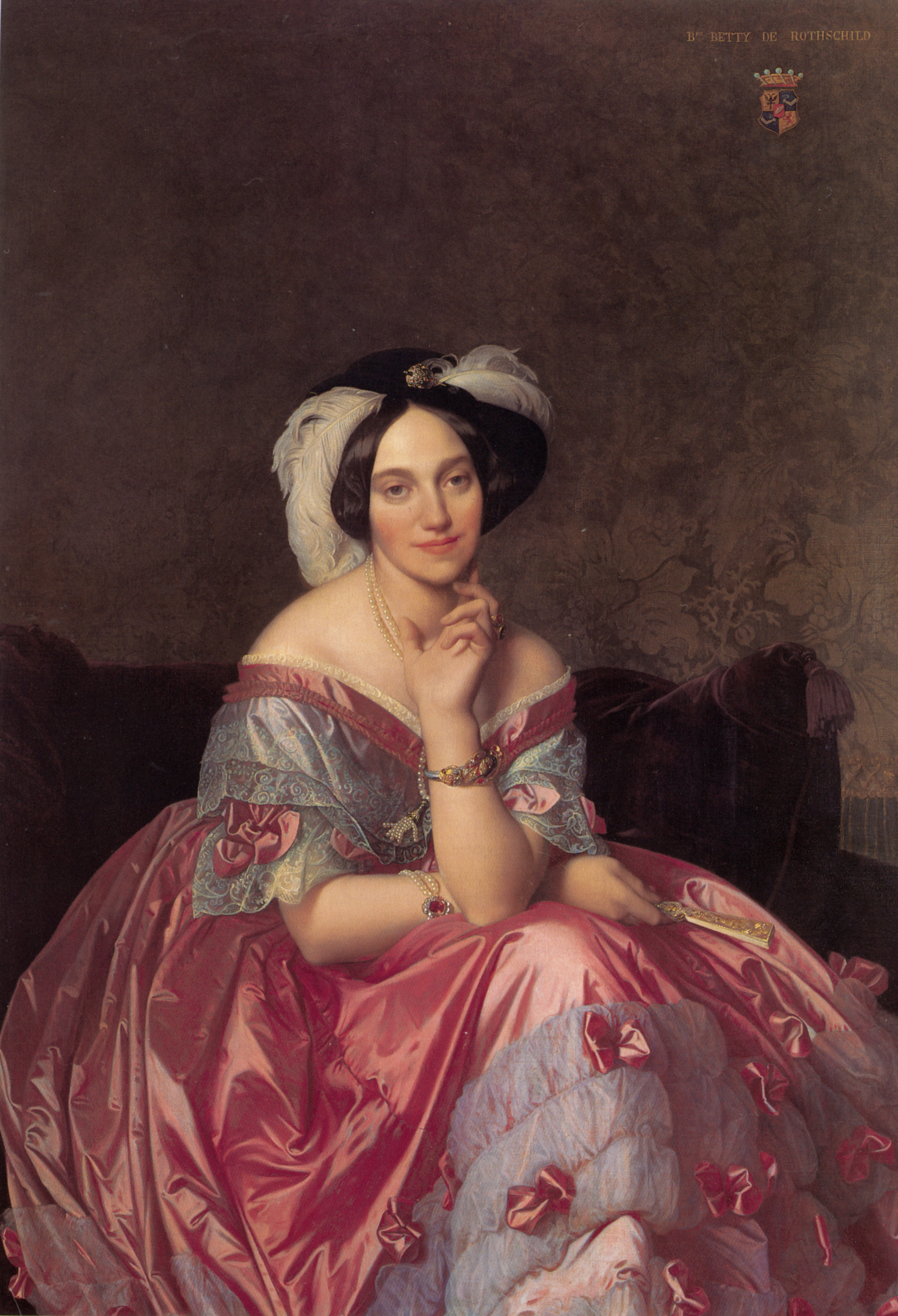
Baronne de Rothschild, ۱۸۴۸, مجموعه Rothschild, پاریس
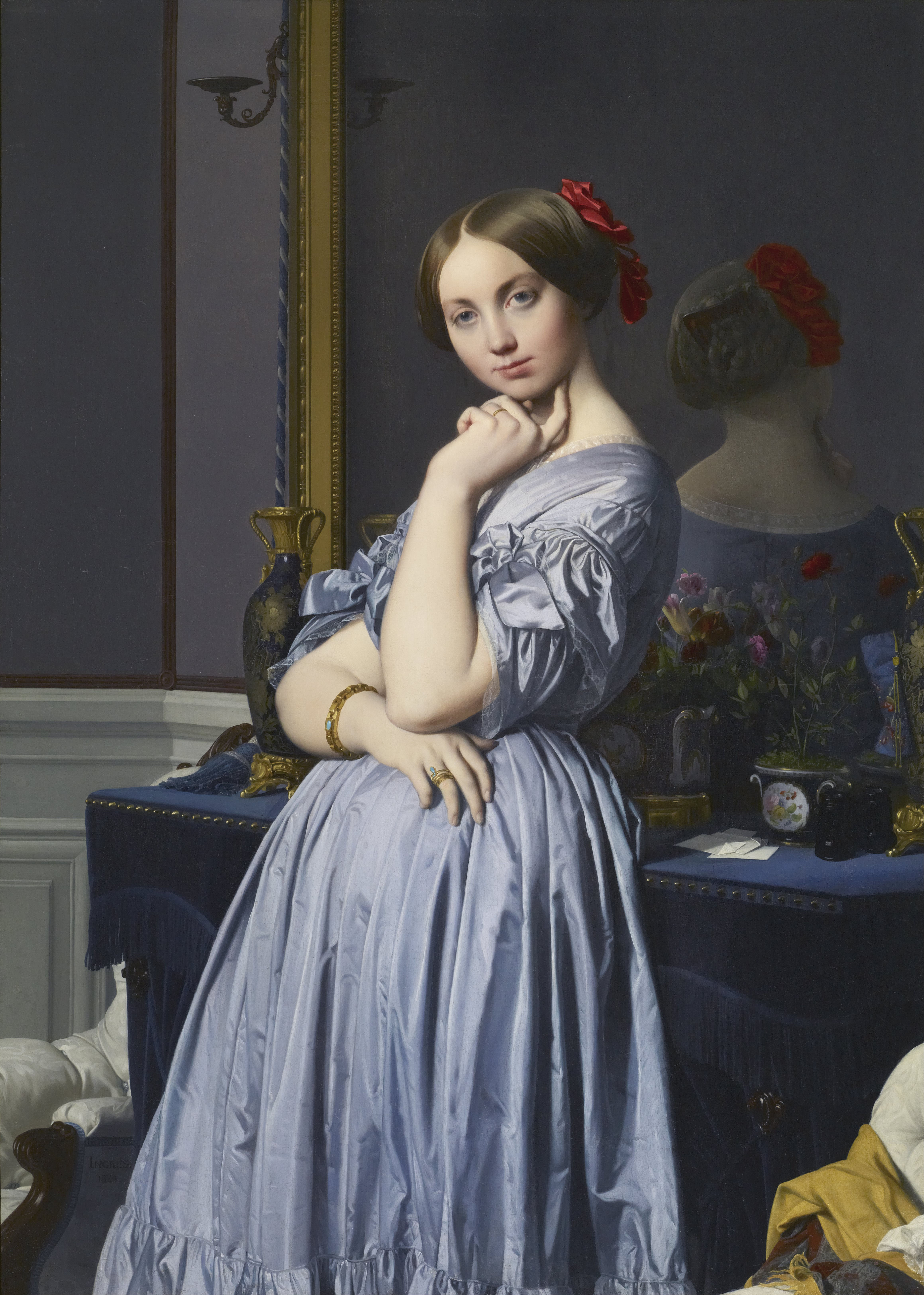
پرتره کنتس اوسونویل ۱۸۴۵ م. مجموعه فریک
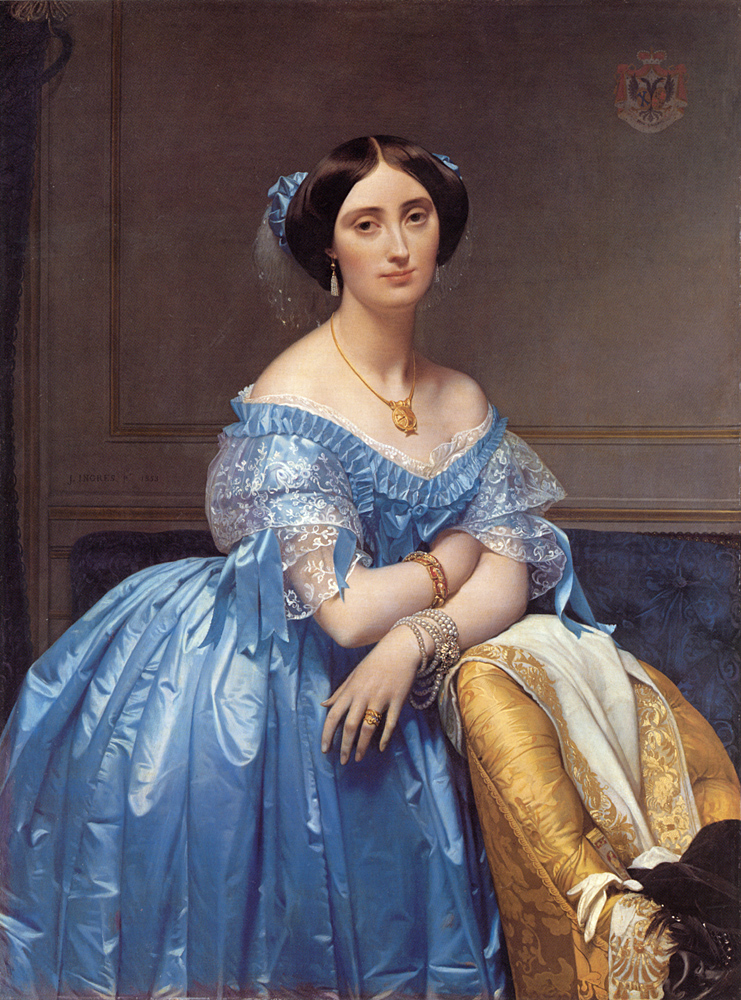
Princesse Albert de Broglie, née Joséphine-Eléonore-Marie-Pauline de Galard de Brassac de Béarn, ۱۸۵۳, موزه متروپولیتن نیویورک
ژان دارک در تاجگذاری شارل هفتم, ۱۸۵۴, موزه لوور
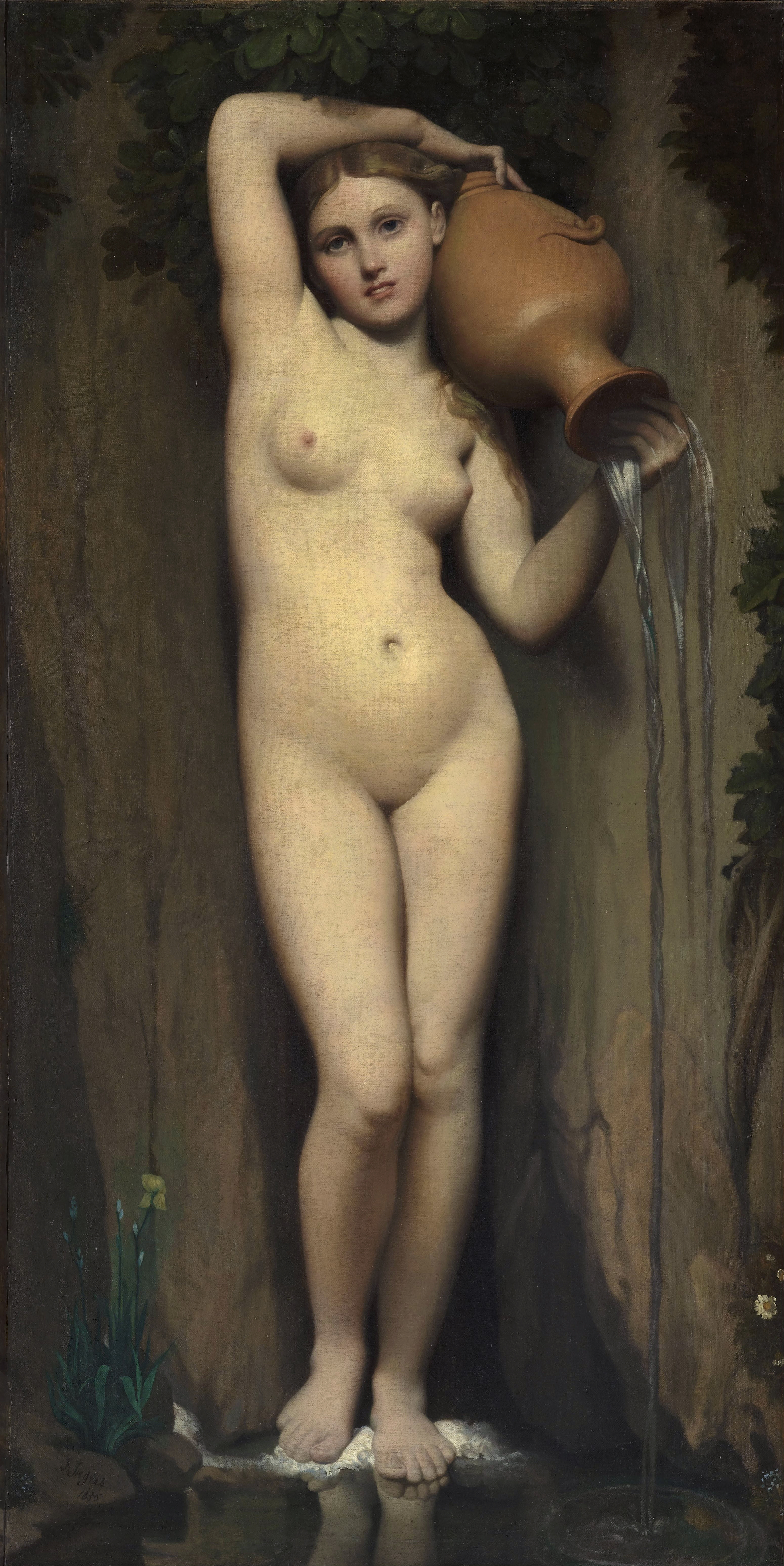
چشمه، ۱۸۵۶، موزه اورسی
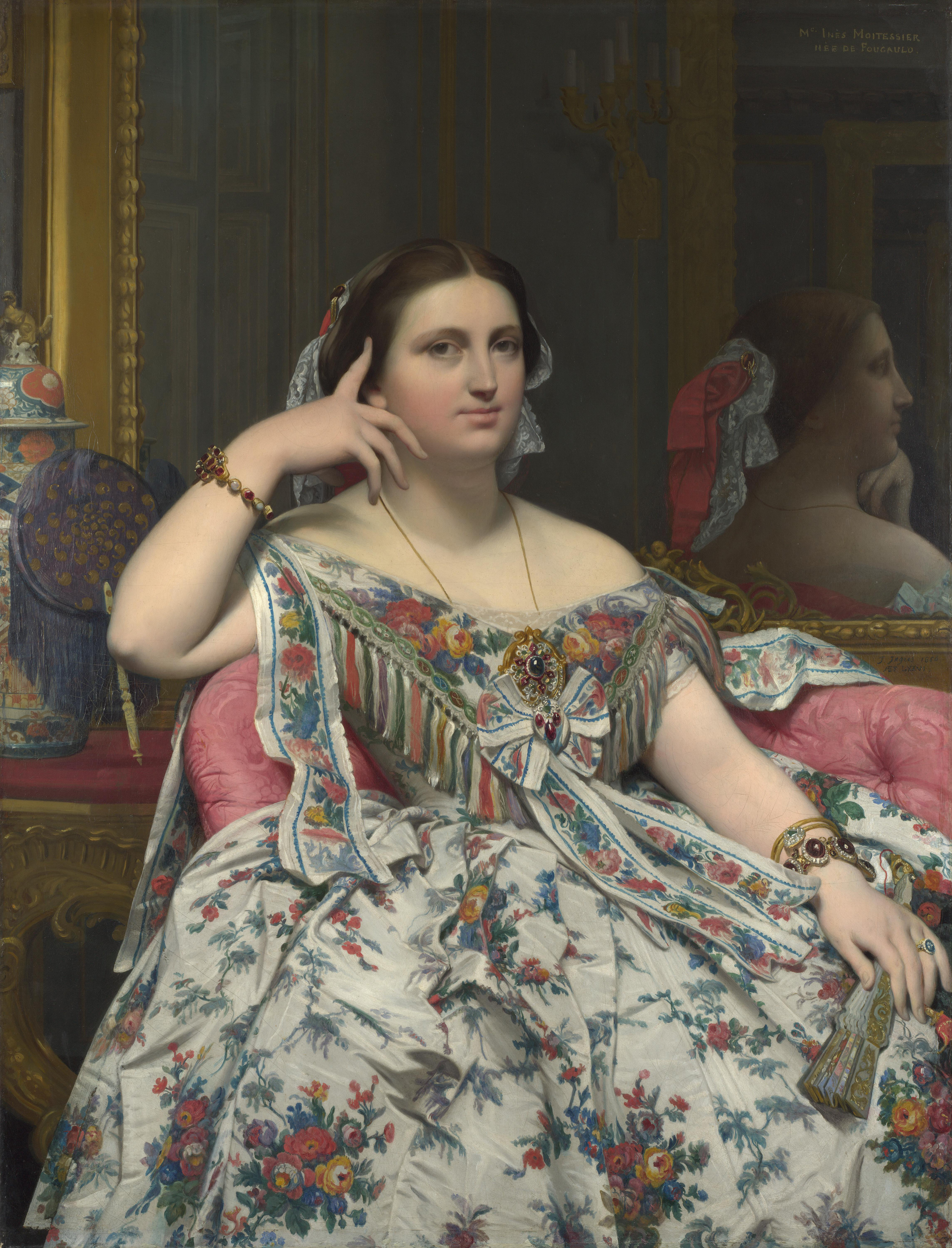
مادام مویتیسر, ۱۸۵۶, نگارخانه ملی لندن